# Nowy Duninów (gemeente)
De gemeente Nowy Duninów is een landgemeente in het Poolse woiwodschap Mazovië, in powiat Płocki.
De zetel van de gemeente is in Nowy Duninów.
Op 30 juni 2004 telde de gemeente 3899 inwoners.

## Oppervlakte gegevens
In 2002 bedroeg de totale oppervlakte van gemeente Nowy Duninów 144,79 km², waarvan:
- agrarisch gebied: 22%
- bossen: 66%

De gemeente beslaat 8,05% van de totale oppervlakte van de powiat.

## Demografie
Stand op 30 juni 2004:
| Omschrijving                   | Totaal | Totaal | Vrouwen | Vrouwen | Mannen | Mannen |
| ------------------------------ | ------ | ------ | ------- | ------- | ------ | ------ |
| eenheid                        | aantal | %      | aantal  | %       | aantal | %      |
| inwoners                       | 3899   | 100    | 2002    | 51,3    | 1897   | 48,7   |
| bevolkingsdichtheid (inw./km²) | 26,9   | 26,9   | 13,8    | 13,8    | 13,1   | 13,1   |

In 2002 bedroeg het gemiddelde inkomen per inwoner 1309,32 zł.

## Administratieve plaatsen (sołectwo)
Brwilno, Brwilno Dolne-Soczewka, Duninów Duży, Dzierzązna, Kamion-Grodziska, Karolewo-Nowa Wieś, Lipianki, Nowy Duninów, Popłacin, Stary Duninów, Środoń-Brzezinna Góra, Trzcianno-Jeżewo, Wola Brwileńska.

## Aangrenzende gemeenten
Baruchowo, Brudzeń Duży, Gostynin, Łąck, Płock, Stara Biała, Włocławek